# William Evan Allan
Pour les articles homonymes, voir William Allan et Allan.
William Evan Allan, né le 24 juillet 1899 en Nouvelle-Galles du Sud et mort le 18 octobre 2005 dans l'État de Victoria à l'âge de 106 ans, est le dernier vétéran australien ayant servi pendant la Première Guerre mondiale.
Né en 1899, William Evan Allan s'était engagé dans la Marine royale australienne au début de la guerre et avait servi sur le croiseur HMAS Encounter entre 1915 et 1918. Il était également le dernier vétéran australien en service pendant les deux conflits mondiaux. Après 34 ans de carrière dans la Marine australienne, il avait pris sa retraite en 1947, avec le grade de lieutenant.